# Фомін Віктор Трохимович
Віктор Трохимович Фомін (нар. 13 січня 1929, Слов'янськ, Артемівська округа, Українська РСР, СРСР — пом. 29 грудня 2007, Україна) — радянський футболіст, нападник. По завершенні ігрової кар'єри — футбольний тренер.
Насамперед відомий виступами за «Динамо» (Київ), а також національну збірну СРСР.

## Клубна кар'єра

### Ранні роки
Вихованець «Локомотива» зі Слов'янська.
У дорослому футболі дебютував 1948 року виступами за команду клубу «Сталь» (Жданов), в якій провів один сезон.

### Шахтар
Своєю грою за цю команду привернув увагу представників тренерського штабу клубу «Шахтар» (Сталіно), до складу якого приєднався 1949 року. У 1950 році ввійшов до Списку 33 найкращих футболістів сезону в СРСР і став найкращим футболістом України. Відіграв за донецьку команду наступні чотири сезони своєї ігрової кар'єри. Більшість часу, проведеного у складі «Шахтаря», був основним гравцем атакувальної ланки команди. Зіграв 90 матчів і забив 24 голи. Бронзовий призер чемпіонату СРСР 1951.

### Динамо
Влітку 1953 року за сприяння заступника міністра МВС Мільштейна в умовах заборони на переходи гравців по ходу сезону був переведений в київське «Динамо» (Київ), у складі якого провів наступні шість років своєї кар'єри гравця. Граючи у складі київського «Динамо» також здебільшого виходив на поле в основному складі команди. Відіграв 121 матч і забив 13 голів. Володар Кубка СРСР 1954. В складі збірної України бронзовий призер Спартакіади народів СРСР 1956.

### Завершення кар'єри
Протягом 1959–1960 років захищав кольори команди клубу «Арсенал» (Київ).
Завершив ігрову кар'єру у нижчоліговому «Локомотиві» (Вінниця), за який виступав протягом 1960 року.

## Тренерська діяльність
Після завершення ігрової кар'єри був тренером низки українських нижчолігових команд.

## Смерть
Помер 29 грудня 2007 року на 79-му році життя.

## Виступи за збірну
1955 року дебютував в офіційних матчах у складі національної збірної СРСР в товариській грі проти збірної Швеції. Протягом кар'єри у національній команді, яка тривала усього 3 роки, провів у формі головної команди країни лише 3 матчі.Ще кілька матчів зіграв за другу збірну.За збірну УССР зіграв 4 гри (1956).
| Дата       | Місто         | Господарі | Результат | Гості     | Турнір            | Голи | Примітки |
| ---------- | ------------- | --------- | --------- | --------- | ----------------- | ---- | -------- |
| 26/06/1955 | Стокгольм     | Швеція    | 0 – 6     | СРСР      | товариський матч  | -    | 41'      |
| 21/07/1957 | Софія (місто) | Болгарія  | 0 – 4     | СРСР      | товариський матч  | -    | 65'      |
| 27/07/1957 | Москва        | СРСР      | 2 – 1     | Фінляндія | Відбір до ЧС 1958 | -    |          |
| Усього     |               | Матчів    | 3         |           | Голів             | 0    |          |